# Südliche Karnische Alpen
Die Südlichen Karnischen Alpen (ital. Prealpi Carniche) sind eine Gebirgsgruppe der Ostalpen in der italienischen Regionen Venetien und Friaul-Julisch Venetien. Die höchste Erhebung der Gruppe ist die
Cima dei Preti (2706 m s.l.m.). Ein Teil der Südlichen Karnischen Alpen sind die Friauler Dolomiten.

## Umgrenzung
Die Alpenvereinseinteilung der Ostalpen (AVE) umgrenzt die Südlichen Karnischen Alpen folgendermaßen:
Im Süden, Westen und teilweise im Norden wird das Gebirge vom Piave begrenzt, im Norden genauer von Santo Stefano di Cadore bis Sappada. Über Forni Avolti geht es in das Deganotal und nach Comeglians. Danach folgt der Verlauf dem Val Calda. Weitere Grenzpunkte bilden Paluzzo, Ligosullo und Paularo. Gefolgt vom Rio Turrico verläuft das Gebirge weiter nach Forca Pradulina und entlang des Frattengrabens. Hieran schließt sich Pontebba und das Tal der Fella an. Diese mündet in den Tagliamento, der die weitere Grenze bildet. Es schließt sich die oberitalienische Tiefebene an, wo wieder San Stefano und der Piave erreicht wird.
Umgebende Gebirgsgruppen sind im Westen die Dolomiten, im Norden der Karnische Hauptkamm und im Osten die Julischen Alpen.

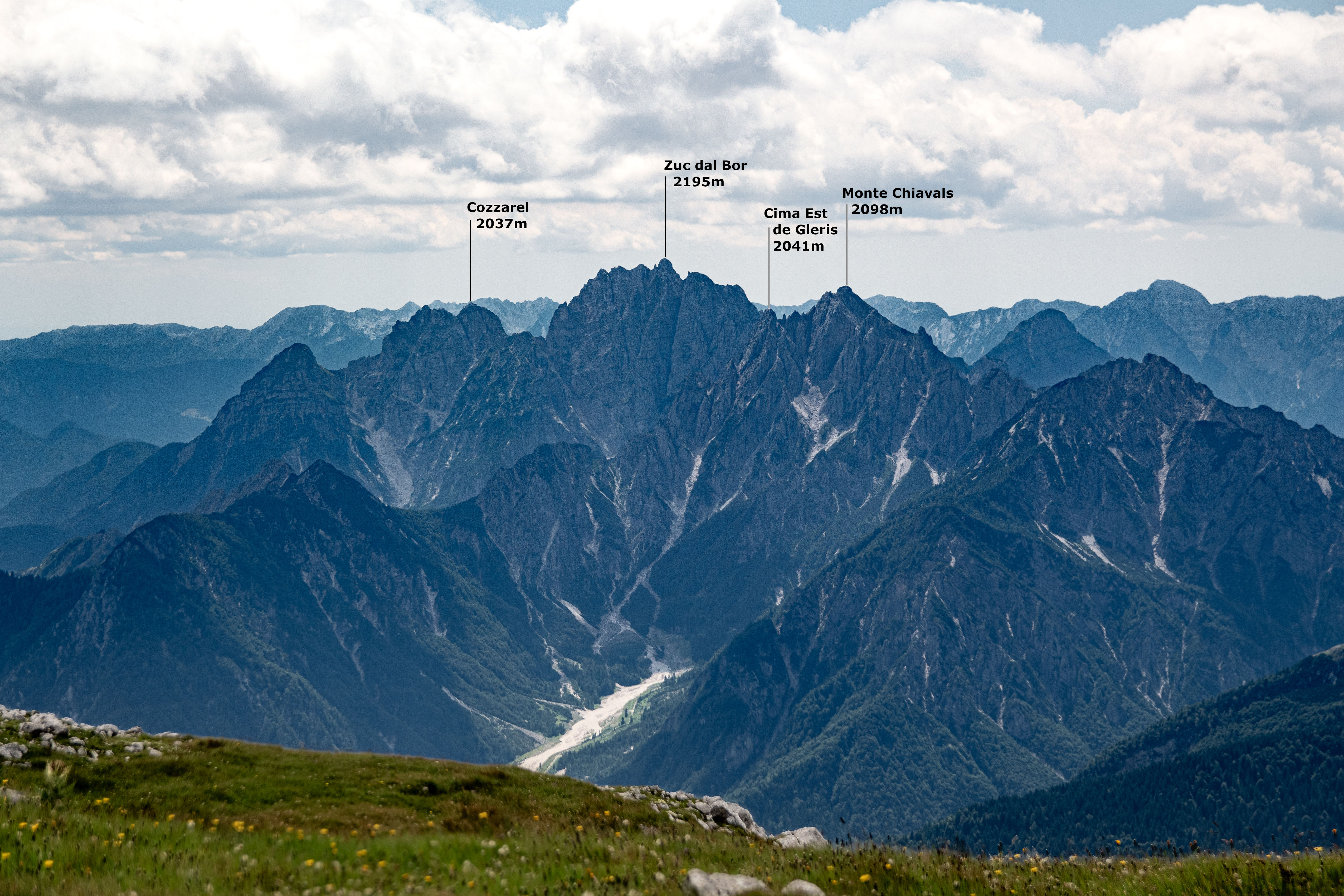
Blick vom Rosskofel auf die Gleris-Gruppe mit Beschriftung der Gipfel

## Höchste Berge
- Cima dei Preti (2.706 m)
- Monte Duranno (2.668 m)
- Monte Terza Grande (2.586 m)
- Monte Cridola (2.580 m)
- Cima Monfalcon di Montanaia (2.548 m)
- Monte Brentoni (2.548 m)
- Monte Pramaggiore (2.478 m)
- Col Nudo (2.472 m)
- Creta Forata (2.462 m)